# Нарративная идентичность
Нарративная идентичность — это личная идентичность, вырабатываемая при прочтении своей жизни в свете произведений культурной среды, выступающих посредниками этого процесса. При этом чтение является деятельностью, посредующей между текстом и жизнью. Понятие разрабатывал Поль Рикёр, А. Макинтайр. Поль Рикёр разрабатывал философию субъективности, не прибегая к привилегированному и прямому доступу, что становится возможным при обращении к перспективе первого лица. Отсюда косвенный, обходной анализ, предпочитающий опосредование знаками, символами, текстами, то есть структурами, которые конститутивны для человека в той мере, в какой он способен обозначать себя как говорящего, действующего, само-рассказывающего. Герменевтика себя, разрабатываемая Рикёром, начиная с «Символики зла», заключается в выявлении символических ресурсов культуры, с помощью которых сам строит свою идентичность.
Концепция нарративной идентичности Рикёра, представлена в книге «Сам как другой». Согласно французскому философу, личность, рассматриваемая как персонаж повествования, не является отчетливо выделяемой реальностью собственного опыта. Она сопричастна режиму динамической идентичности, свойственному рассказанной истории. Подобную идентичность персонажа, которую создает повествование, Рикёр называет повествовательной или нарративной идентичностью, а также личной идентичностью, рассматриваемой в её длительности, и считает её характеристикой и решением проблемы временного измерения как Я, так и самого действия. Такая повествовательная, или нарративная, идентичность личности, по мнению Рикёра, колеблется между тождественностью и самостью.